# Немцов мост

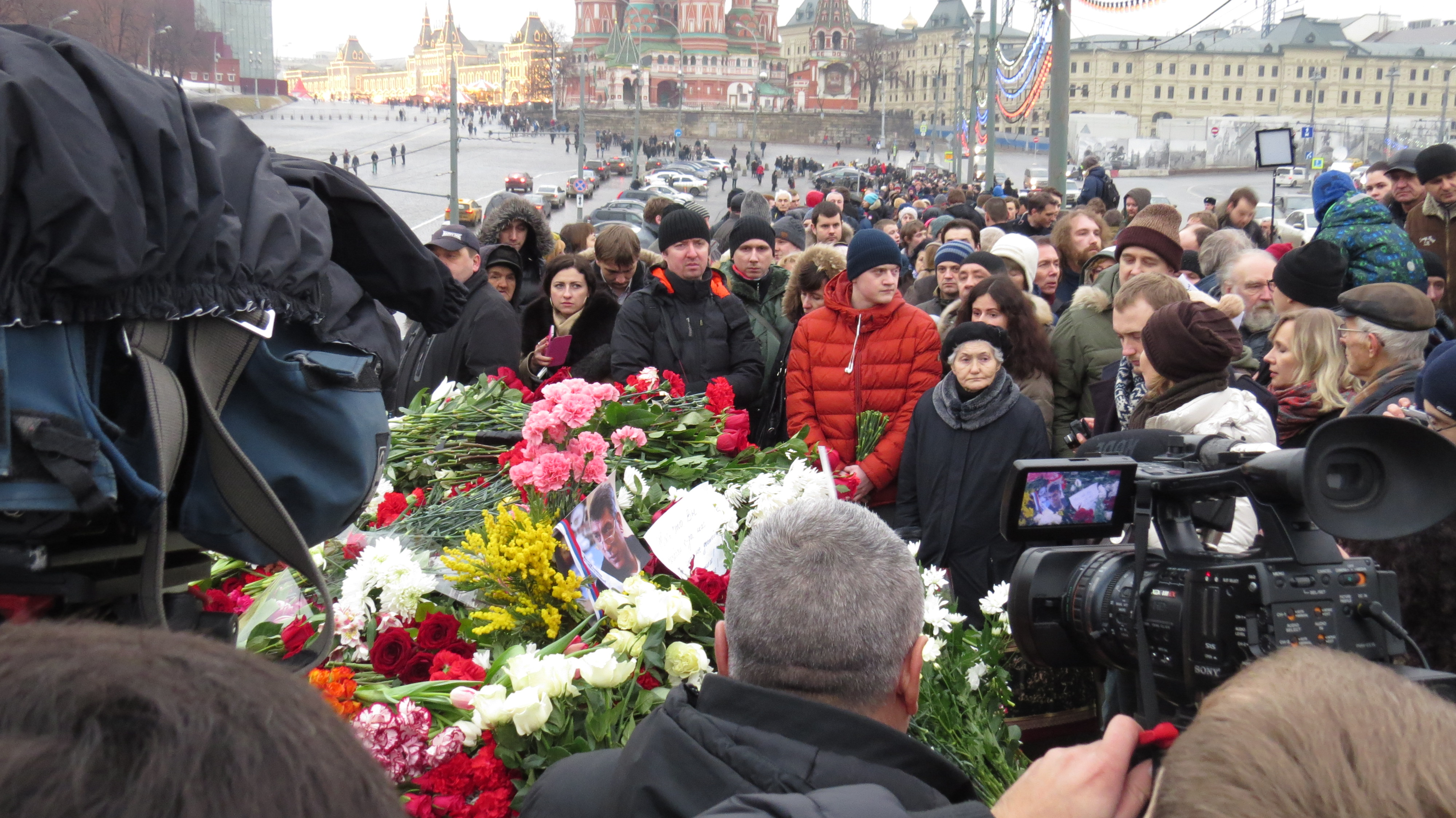
Люди несут цветы к месту убийства Бориса Немцова. 28 февраля 2015 года

«Немцо́в мост» — импровизированный мемориал на Большом Москворецком мосту в Москве, возникший на месте убийства политика Бориса Немцова и в основном поддерживаемый волонтёрами.

## История мемориала
Политик Борис Немцов был застрелен неизвестными 27 февраля 2015 года, в 23:31 на Большом Москворецком мосту в Москве. Уже через час после убийства сообщение о нём прозвучало на радиостанции «Эхо Москвы». Люди стали приезжать на мост сразу же; после того, как тело политика было убрано и оцепление снято, на месте убийства начали оставлять цветы. Днём 28 февраля здесь уже была гора цветов, а также в большом количестве фотографии погибшего, плакаты, иконы, лампадки, российские флаги с траурными лентами. Мемориал протянулся на более чем 120 метров (на всю длину парапета в сторону Васильевского спуска); многие не могли протиснуться сквозь толпу и оставляли цветы на отдалении от центра мемориала.

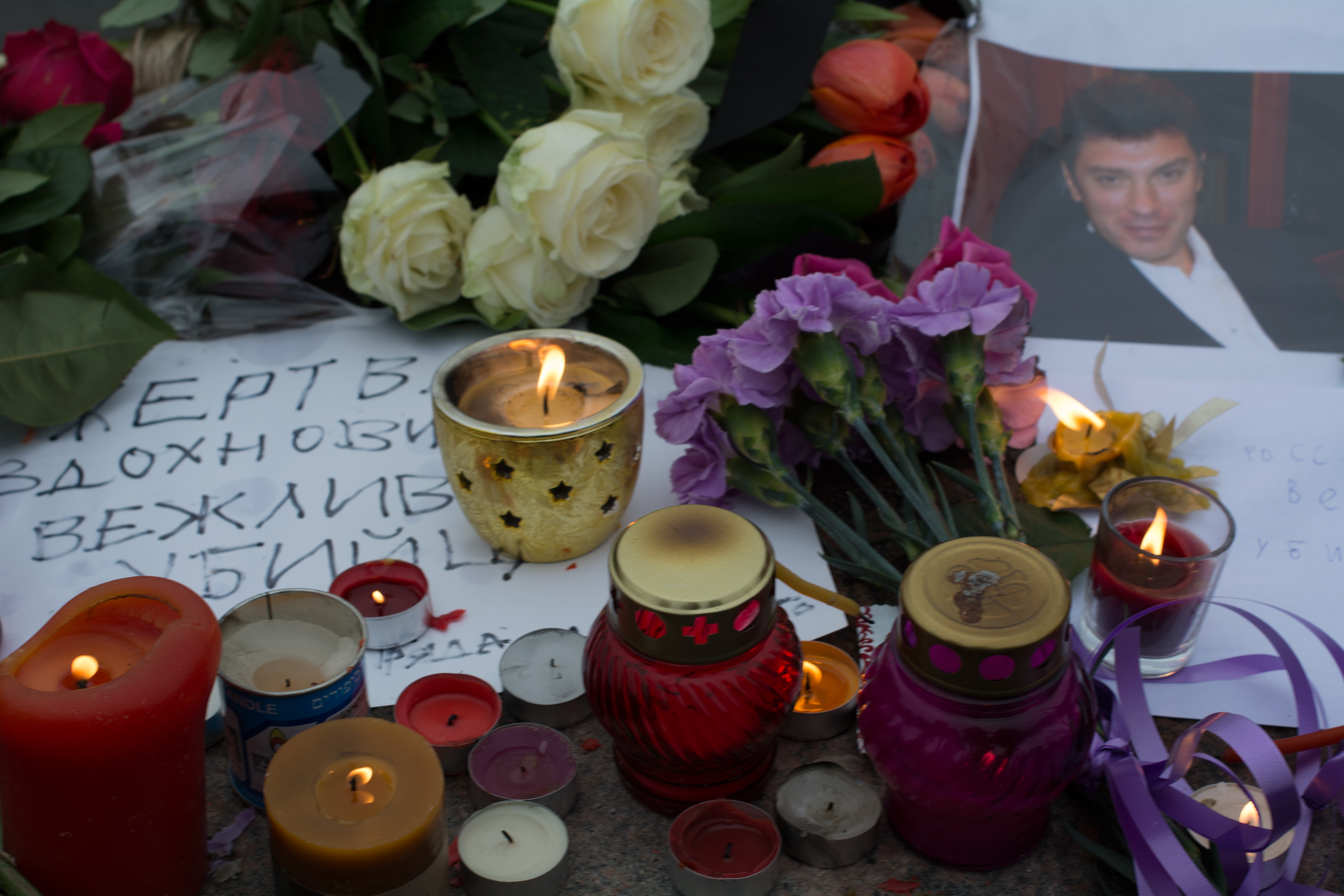
Фрагмент мемориала

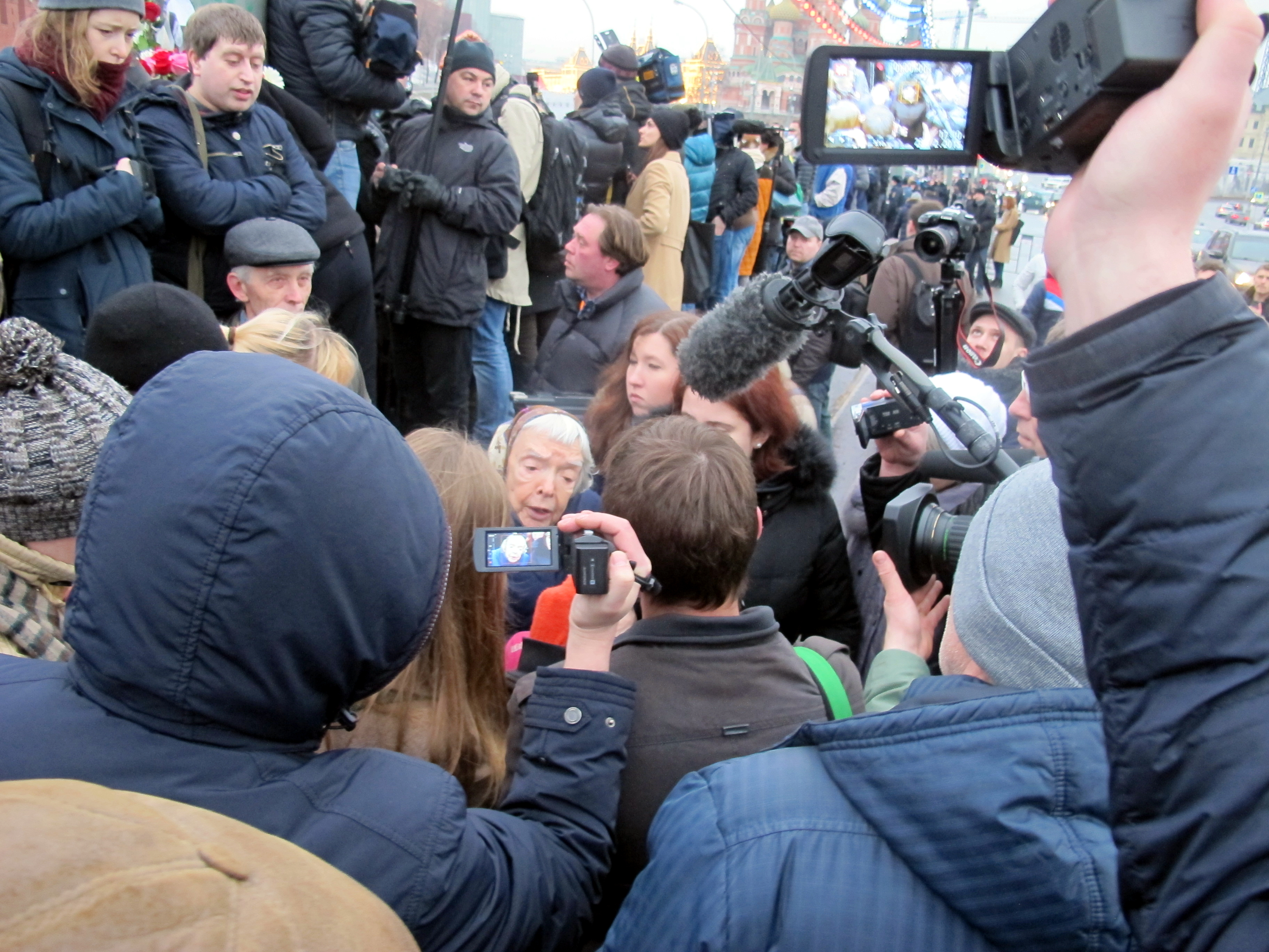
Людмила Алексеева в 2015 году на месте убийства Немцова

В этот и следующий день поминальные акции произошли во многих городах России и мира. Стихийный мемориал, возникший на Театральной площади в Нижнем Новгороде (городе, тесно связанном с Борисом Немцовым) стал постоянно действующим, наряду с московским мемориалом. 1 марта состоялось мемориальное шествие памяти Бориса Немцова, оно проходило через Большой Москворецкий мост, многие оставляли на мемориале цветы.
В первые же дни после убийства появилось предложение о переименовании Большого Москворецкого моста в Немцов мост, но оно не было принято властями. В дальнейшем это название перешло на возникший на мосту стихийный мемориал. 
В первые дни и даже недели систематического дежурства на мемориале не поддерживалось. Первый субботник по уходу за мемориалом состоялся через неделю после убийства; на субботнике 21 марта работало уже несколько десятков человек (по некоторым оценкам — до сотни).
Постоянное и круглосуточное дежурство возникло в ночь с 28 на 29 марта. Причиной для этого стали многократные организованные нападения на мемориал. В том числе, дважды он был уничтожен полностью — один раз идейными оппонентами и один раз, в ночь с 27 на 28 марта — службой безопасности «Гормоста» (организации, обслуживающей московские мосты). В качестве одной из причин возникновения дежурства на Большом Москворецком мосту многие активисты называют именно противодействие вандализму.
Ключевым моментом для истории мемориала стали «сорок дней» со дня гибели Немцова. Было принято решение прекратить дежурство, однако наутро сотрудниками «Гормоста» была произведена «зачистка», и это стало поводом для того, чтобы сделать дежурство бессрочным. С 11 часов субботы до 23 часов воскресения на Большом Москворецком мосту дежурят активисты движения «Солидарность», остальное время (5,5 суток — с 23 часов воскресенья до 11 часов субботы) — волонтёры.

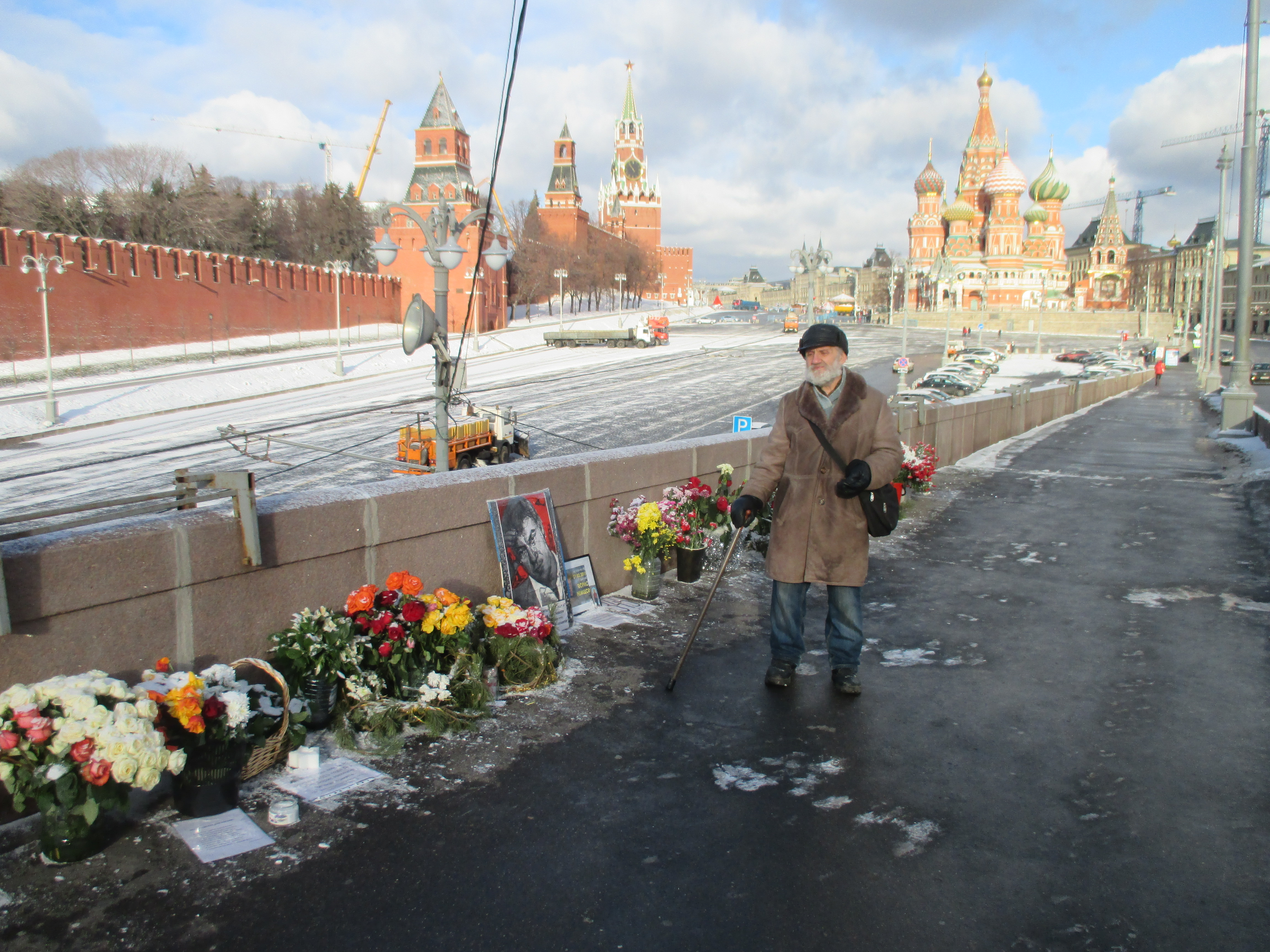
Мемориал памяти Б. Е. Немцова на Большом Москворецком мосту. 20 февраля 2016 года

История мемориала на Большом Москворецком мосту — это история его уничтожений «Гормостом» и идейными оппонентами. Особенно частыми они были в первые месяцы 2016 года; с нового года до 9 мая мемориал был полностью уничтожен двенадцать раз. Перед зачистками полиция убирала дежурных с моста под надуманными предлогами. За счёт отлаженной системы реагирования мемориал восстанавливается за два-три часа.

## Устройство мемориала и организация дежурств
Центр мемориала находится непосредственно на месте, где был убит Борис Немцов. Кроме цветов, непременными составляющими мемориала являются табличка «Немцов мост», табличка, обозначающая количество дней после убийства, портреты убитого, тексты его высказываний. Сюда приносят стихи, лампадки, иконы и т. д. Участниками вахты памяти выставляется российский флаг, однако этому противодействуют «Гормост» и полиция. Участники дежурств не допускают размещения на мемориале плакатов, содержащих политические высказывания, иначе поддержание мемориала может быть расценено как несанкционированная политическая акция.
Ежедневно в 23:31 проводится «минута молчания».
С 28 марта 2015 года вахта памяти на Большом Москворецком мосту не прерывалась, за исключением случаев, когда дежурных удаляли силой (например, во время проведения массовых мероприятий).
Требованием, при выполнении которого активисты готовы были бы прекратить дежурства, является установка на месте убийства мемориальной доски, однако мэрия Москвы и Мосгордума не идут на это. По опросу, проведённому методом случайной выборки в марте 2017 года, социологическим центром Левада-Центр, установку мемориальной доски поддерживает 25 % и не поддерживает 43 % граждан России.
На 900-й день после убийства Немцова, 15 августа 2017 года, на мосту произошёл инцидент: дежуривший на мосту волонтёр Иван Скрипниченко подвергся нападению неизвестного, сломавшего ему нос (как позднее было диагностировано врачами института имени Склифосовского). Скрипниченко был отпущен из больницы домой, а через несколько дней снова лёг в больницу для лечения сломанного носа, где скончался 23 августа. Активисты мемориала полагают, что причиной смерти волонтёра стали внутренняя гематома и оторвавшийся тромб, что, в свою очередь, было вызвано нападением. Сотрудники Следственного комитета заявляют, что причиной смерти Скрипниченко стала кардиомиопатия.
В связи с пандемией коронавируса с апреля 2020 года волонтёрами движения было принято решение приостановить дежурства, а также, в целях недопущения мародёрства, — убрать все реквизиты мемориала. Команда проекта «Немцов мост» временно ушла в онлайн-режим.
19 и 20 февраля 2021 года, перед 6-й годовщиной убийства Немцова, полицейские задержали волонтёров и обнесли народный мемориал оградой. Активисты были отпущены без протоколов, однако полицейские запрещали возлагать цветы на месте убийства под угрозой задержания. 

### Критика
Мемориал многократно подвергался агрессии со стороны идейных противников. Их высказывания позволяют сформулировать набор обвинений по отношению к активистам: утверждается, в частности, что мемориал создан и сохраняется как место для «майдана» в России.